# Jorge Alfredo Silva Cardona
Jorge Alfredo Silva Cardona (nacido el 31 de enero de 1987, en Táchira, Venezuela) es un empresario venezolano, que trabaja en los sectores Agroindustrial y de Recursos Naturales.

## Biografía

### Educación
Jorge Silva es Licenciado en Administración con especialización en Economía por la Universidad de Preston y posee un título asociado en Investigación Penal. También posee un diploma en Dirección de Empresas y una especialización en Dirección y gestión de Hidrocarburos bajo estándares internacionales.

### Trayectoria profesional
En 2010, Jorge Silva inició su carrera en la agroindustria venezolana, incursionando en la producción de pollo de engorde. En 2013 creó el Grupo JHS, iniciando con la producción de dos granjas de gallinas ponedoras, ubicadas en los estados de Cojedes, y Yaracuy. Jorge Silva también estableció incubadoras en granjas de producción en Yaracuy, Carabobo, Lara, Aragua, Barinas, Cojedes y Portuguesa para entrar en el mercado de proteínas.
Al mismo tiempo, se asociaron con la empresa de mejora genética porcina Topigs Norvins para iniciar la producción de carne de cerdo en dos granjas situadas en Táchira y Guárico. Estas granjas cuentan con un pie de cría de cerdos TN70 para el mercado venezolano.
En 2013 inició con dos granjas de pollos y una de crianza de porcinos, estas empresas agroindustriales y de alimentos le permitieron formar el Grupo JHS. El Grupo JHS sin mayores referencias creció exponencialmente e inició relaciones comerciales con el grupo brasileño JBS S.A. de quien logra obtener un contrato de importación para proveer al país a precios de dólar preferencial de 6,30 bol/dólar por 2100 millones de dólares, un periodo durante el cual el dólar oficial SICAD se multiplicaba entre 10 a 15 veces el valor del dólar preferencial, JBS S.A. es proveedor de proteínas, lo que dio lugar a la venta de proteínas procedentes de Sudamérica a los mercados públicos y privados de Venezuela. La empresa también apoya iniciativas comunitarias para niños y adolescentes a través de la Fundación Misael Silva Roa.
En 2016, el Grupo JHS adquirió el Club de Fútbol Deportivo Táchira, campeón del torneo nacional y participante en la CONMEBOL, la Copa Libertadores y la Copa Sudamericana. Además, Silva es presidente del Deportivo Táchira, uno de los equipo de fútbol más destacados de Venezuela. Durante su gestión, el equipo ha quedado campeón del torneo nacional en 2 oportunidades (temporada 2021 y temporada 2023).
Ese mismo año, Silva creó el Instituto Universitario de Tecnología Agroindustrial (IUTA JHS), que ofrece educación gratuita en Producción Avícola y Producción Agroindustrial con la metodología "Aprender Haciendo".
En 2019, Jorge Silva comenzó a buscar oportunidades en varios campos petroleros y fundó A&B Oil and Gas, una empresa conjunta con la petrolera estatal venezolana. En mayo de 2024 A&B Group se asocio a la petrolera estatal venezolana a través de una empresa mixta Petro Roraima, con una participación accionaria de 51% por parte de la Corporación Venezolana de Petróleo (CVP), que es una filial de Petróleos de Venezuela (PDVSA) y el 49% lo tendrá la empresa venezolana A&B Oil and Gas en sustitución de Petro San Félix que opera uno de los cuatro mejoradores de crudo pesado. Este acuerdo, aprobado por la Asamblea Nacional de mayoría oficialista, le otorgó derechos sobre 1.825 km² en la Faja Petrolífera del Orinoco, a pesar de no contar con experiencia previa en la industria petrolera. A la par, también desarrolló otros proyectos e inversiones inherentes al área de los recursos naturales, minería y sistemas productivos del país, logrando atraer el interés nacional e internacional para estas áreas.

## Vida personal
En enero de 2024, se comprometió con la modelo y Miss Venezuela 2017, Sthefany Gutiérrez, en el Polideportivo de Pueblo Nuevo. Se casaron el 13 de julio de ese año, en la Isla de Margarita. El 26 de septiembre de ese mismo año, anunciaron su embarazo; el 28 de septiembre revelaron que esperaban un varón y el 22 de diciembre, nació Jorge André. Silva, ya tenía dos hijos; Isaías y Moisés, de una relación anterior.